# Hippocamelus antisensis
Lo huemul del nord (Hippocamelus antisensis d'Orbigny, 1834), noto anche come taruca, è un mammifero in via di estinzione appartenente alla famiglia dei Cervidi che abita in Sudamerica, sui pendii delle Ande e di altri sistemi orografici vicini. È strettamente imparentato con lo huemul del sud, molto simile nell'aspetto (la specie del nord è solamente più snella e un po' più alta). Taruca è il nome con cui questa specie viene indicata in aymara e quechua, e, sebbene queste due lingue non siano imparentate tra loro, in entrambi i casi il nome significa «cervo». Il nome scientifico del genere, Hippocamelus, significa «cavallo-cammello», poiché i primi studiosi che descrissero questo animale misero in dubbio la sua posizione tassonomica.

## Descrizione
Si tratta di un ungulato tozzo e di medie dimensioni, con un peso di 45–60 kg e un'altezza al garrese di 69–80 cm; le femmine sono più piccole. Il mantello varia dal grigio al bruno-grigiastro sabbia ed è composto da peli cavi e spessi che ricoprono quasi ogni centimetro di pelle. Sulla faccia sono presenti delle caratteristiche macchie nere, differenti da un esemplare all'altro e ben più visibili nei maschi sotto forma di «V» o «Y».
Possiede una grossa ghiandola preorbitale. Presenta delle zone bianche sulla regione inferiore della faccia, su quella anteriore del collo e sul muso, dietro al naso. Quest'ultima macchia varia da un individuo all'altro, ma è sempre situata dietro ai lati del naso. Le orecchie sono lunghe. Il dorso è più scuro nella regione posteriore e alla base della coda, variando dal marrone al marrone scuro. La regione ventrale è di colore marrone, mentre la zona inguinale e la maggior parte della coda, negli esemplari adulti, sono bianche. Tutto l'interno delle zampe ed entrambi i lati della loro regione distale è bianco. Le zampe sono corte. I palchi si biforcano vicino alla base e la punta posteriore può raggiungere i 30 cm di lunghezza. I piccoli non sono macchiati.

## Distribuzione e habitat
Lo huemul del nord è diffuso in Perù, nell'estremità settentrionale del Cile, nella Bolivia occidentale e nell'Argentina nord-occidentale.
È suddiviso in varie popolazioni sparse con pochi contatti tra loro, come si può facilmente intuire dalla localizzazione del suo habitat, costituito dalle elevate cime dei monti. La sua distribuzione lungo le cime delle Ande è quasi continua dal centro del Perù all'estremo nord del Cile, sempre tenendo conto, però, dell'isolamento del suo habitat e degli insediamenti umani presenti in varie regioni dell'areale. Nella parte meridionale dell'areale (Bolivia e Argentina) le popolazioni sono fortemente frammentate e nel sud-ovest della Bolivia la specie è probabilmente scomparsa. Si stima che l'areale storico sia stato simile a quello attuale, ma meno frammentato. Contrariamente a quanto riferito in alcune pubblicazioni, lo huemul del nord non è mai vissuto in Ecuador, poiché è molto improbabile che sia riuscito ad attraversare la Depressione di Huancabamba nel nord del Perù. Le ipotesi della sua presunta antica presenza in Ecuador sono state dedotte solamente a partire da resti archeologici di origine incerta andati perduti.
Il sito archeologico indicante la presenza dello huemul situato più a sud è Caleta Huelén-42, risalente al 2800-1800 a.C., nei pressi della foce del fiume Loa, nell'estremità settentrionale della Provincia di Antofagasta (circa 21°12' S e 68°34' O).
In Argentina, l'areale attuale della specie si estende lungo le regioni montuose comprese tra la Provincia di La Rioja e il nord del Paese (regione settentrionale delle Sierras Pampeanas e Precordigliera del Nordovest, nelle province di Salta, Jujuy, Tucumán, Catamarca e La Rioja). Secondo i resti archeologici, in passato lo huemul visse anche nelle aree attorno ai siti di Intihuasi, nella Provincia di San Luis (32°10' S e 66°21' O), e di Ongamira, nella Provincia di Córdoba (30°51' S e 64°31' O).
Questo cervo vive sulle pareti rocciose quasi prive di vegetazione ad altitudini di 1800–5500 m. Si incontra soprattutto nelle zone dominate da distese rocciose miste a praterie di puna, nelle regioni più elevate delle sierre e in alcune zone di pre-puna poste al limite sud dell'areale.

## Biologia
Lo huemul del nord vive in gruppi familiari guidati da una femmina, composti anche da quindici esemplari. È un animale diurno, molto timido e sfuggente, che fugge via non appena percepisce la presenza dell'uomo o di un'altra minaccia. In natura vive in media circa 10 anni.

## Conservazione
La caccia spietata, la competizione con il bestiame domestico e le variazioni avvenute all'habitat sono le principali minacce per lo huemul del nord. La IUCN lo inserisce tra le specie vulnerabili e la CITES lo classifica nell'Appendice I. È diffuso, tuttavia, in numerose aree protette sparse per tutto l'areale.
La popolazione totale della specie è stata stimata tra i 12.000 e i 17.000 esemplari. La maggior parte di questi, 9000-13.000, vive in Perù. In Cile ne vivono circa 1000, mentre in Argentina e Bolivia ve ne sono poco più di 2000.